# 626 Notburga
626 Notburga eller 1907 XO är en asteroid i huvudbältet, som upptäcktes 11 februari 1907 av den tyska astronomen August Kopff i Heidelberg. Den är uppkallad efter helgonet Notburga von Hoch-hausen.
Asteroiden har en diameter på ungefär 73 kilometer.